# Josef Wimmer (Herzpatient)
Josef Wimmer (* 28. Februar 1931 in Wörgl; † 15. November 1986 in Innsbruck) war 1983 der erste Mensch, an dem in Österreich eine Herztransplantation durchgeführt wurde.

## Biographie

### Beruf und Leben bis 1983
Josef Wimmer war Berufssoldat und hatte im österreichischen Bundesheer die Unteroffizierslaufbahn absolviert, in der er zuletzt den Dienstgrad eines Vizeleutnants bekleidete. 1983 hatte er, damals 52 Jahre alt, erhebliches Übergewicht (112 kg bei einer Körpergröße von 183 cm) entwickelt und lag nach mehreren Herzinfarkten auf der Intensivstation des Krankenhauses Kufstein. Wimmer litt zu dieser Zeit an ischämischer Kardiopathie im Endstadium, so dass ihm die behandelnden Kardiologen keine Überlebenschancen mehr einräumten. Am Deutschen Herzzentrum in München – dem damals einzigen Herztransplantationszentrum im deutschsprachigen Raum – war Wimmer aufgrund einer ausgeprägten pulmonalen Hypertension als Patient abgelehnt worden, erklärte sich aber zum Versuch einer Operation im Universitätskrankenhaus Innsbruck bereit, da er alle verbleibenden medizinischen Möglichkeiten nutzen wollte. Laut Franz Gschnitzer, damals Vorstand der Innsbrucker Spezialabteilung für Herzchirurgie, ist bei einer Herztransplantation der chirurgische Eingriff an sich der einfachste Teil; die größten Probleme stellen die Gewinnung eines geeigneten Spenderorgans sowie das Auffangen der Abstoßungsreaktionen im Körper des Empfängers dar. Derartige Abwehrreaktionen konnten erst nach der Entwicklung von Ciclosporin, das 1978 erstmals von Roy Calne an der Cambridge University als Immunsuppressivum im Rahmen einer Transplantation eingesetzt wurde, wirksam reduziert werden.

### Erste Herztransplantation Österreichs

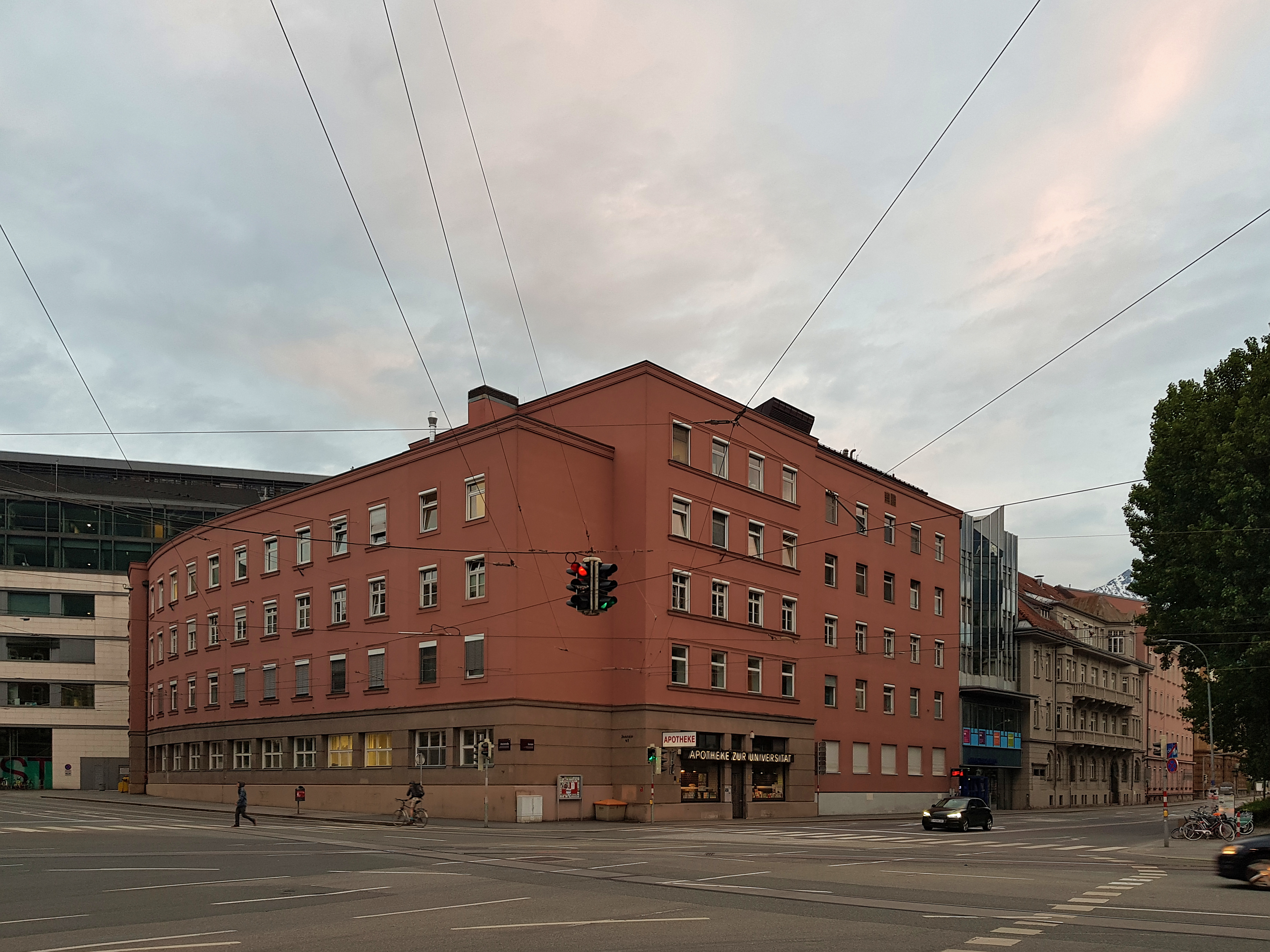
Landes- und Universitätskrankenhaus Innsbruck

Am 13. September 1983 wurde Wimmer ins Universitätskrankenhaus Innsbruck in Gschnitzers Spezialabteilung verlegt. Am 11. Oktober vormittags wurde das von Raimund Margreiter geleitete Transplantationsteam von den Intensivmedizinern des Krankenhauses informiert, dass ein mit Wimmer blutgruppen- und größenkompatibler potentieller Organspender in ihrer Abteilung sei. Es handelte sich dabei um den 27-jährigen Studenten Albin Castelrotto  aus Wolfurt in Vorarlberg, der bereits seit einigen Tagen im Koma lag und mit Christophorus 1, dem erst am 1. Juli 1983 in Betrieb genommenen ersten zivilen Rettungshubschrauber Österreichs, nach Innsbruck gebracht  worden war. Da die Hirntoddiagnostik am Körper des Spenders gegen 19 Uhr abgeschlossen sein sollte, wurde die Entnahme des Herzens für 20 Uhr geplant. Während Margreiter das Herz Castelrottos entnahm, schloss Gschnitzer den Patienten Wimmer an die Herz-Lungen-Maschine an, sodass ohne Zeitverzug mit der Implantation begonnen werden konnte.
Am 11. Oktober 1983 um 21:45 Uhr begannen sechs Ärzte und 14 weitere Mitarbeiter unter der Leitung von Margreiter mit der Transplantation. In einer achtstündigen Operation pflanzten die Ärzte Wimmer das zweite Herz ein, um sein eigenes zu unterstützen. Die „Huckepack-Transplantation“ genannte Technik – bei der das geschwächte Herz im  Körper verbleibt und ein transplantiertes Herz auf dem bestehenden zur Entlastung aufliegt – war erstmals 1974 von Christiaan Barnard angewandt worden. Bei der Operation an Josef Wimmer wurde zur Verbindung von Spender- und Empfänger-Pulmonalis ein Teil der Aorta des Spenders benutzt. Bei Operationsende gegen 3 Uhr kam der Patient ohne medikamentöse Unterstützung von der Herz-Lungen-Maschine, was für die hervorragende Qualität des Transplantates sprach, auch waren keine kreislaufunterstützenden Medikamente nötig. Unmittelbar nach der Operation beurteilten die behandelnden Ärzte Wimmers Zustand mit „den Umständen entsprechend gut“.
Nach dem erfolgreichen Eingriff lag Wimmer drei Tage im künstlichen Tiefschlaf. Danach erholte er sich schnell: Drei Wochen nach der Operation konnte er mit den ersten Rehabilitationsübungen beginnen, fünf Wochen nach der Transplantation folgten seine ersten Gehversuche. Am 6. Dezember 1983 – 54 Tage nach der Operation – konnte Wimmer das Universitätskrankenhaus Innsbruck verlassen und mit seiner Frau Ruth nach Wörgl zurückkehren. Er betrieb in den nächsten Jahren viel Sport und unternahm Reisen, außerdem lernte er die Familie des Herzspenders Albin Castelrotto kennen. Das Wissen, dass dieser genauso alt wie ihr ältester Sohn war, wurde von Ruth Wimmer als sehr belastend empfunden.
Während sich Wimmer der medizinischen Rehabilitation unterzog, führte Margreiters Team in Innsbruck am 5. Februar 1984 die nächste Herztransplantation in der „Huckepack-Technik“ durch, bei der ein 28 Jahre alter Mann mit idiopathischer Kardiomyopathie erfolgreich operiert wurde. Er ist derzeit (2016) der am längsten mit einem fremden Herz lebende Patient in Österreich. Am 22. Februar 1984 erfolgte die erste orthotope Herztransplantation in Innsbruck, der Empfänger verstarb jedoch 39 Tage später an einem generalisierten Aspergillus-Infekt.

### Leben 1983–1986 und Medienecho
Wimmer und Margreiter wurden durch die Herzverpflanzung österreichweit bekannt, die Innsbrucker Chirurgie beherrschte tagelang die Schlagzeilen und es setzte ein regelrechter Medienrummel ein. Margreiter berichtete später aber auch, dass ihm am Morgen nach der Operation die neueste Ausgabe einer auflagenstarken österreichischen Tageszeitung vorgelegt wurde, auf deren Titelseite die Transplantation „in großen Lettern“ kritisiert und sein Team als nicht kompetent bezeichnet wurde. Da der Redaktionsschluss bereits vor Beginn der Operation an Wimmer angesetzt war, musste der Artikel ohne Wissen der Journalisten über den tatsächlichen Verlauf des Eingriffs gedruckt worden sein.
Wimmer und seine Familie waren in den folgenden Monaten und Jahren regelmäßig Gegenstand der Berichterstattung in den österreichischen Massenmedien, auch der Name des Herzspenders wurde häufig genannt. Unter anderem wurde Wimmer im Frühjahr 1984 beim Skilaufen fotografiert und war Gast in der ORF-Fernsehsendung Tritsch Tratsch. Im Verlauf der Sendung wurde Wimmer vom Moderator Joki Kirschner gefragt, ob er nach seiner schweren Krankheit an Gott glaube, was dieser verneinte und sich sinngemäß als Atheisten bezeichnete. Wimmer erhielt daraufhin zahlreiche Briefe und Telefonanrufe, in denen er – zum Teil anonym – heftig für seine Aussage kritisiert wurde.

### Zweite Herztransplantation und Tod

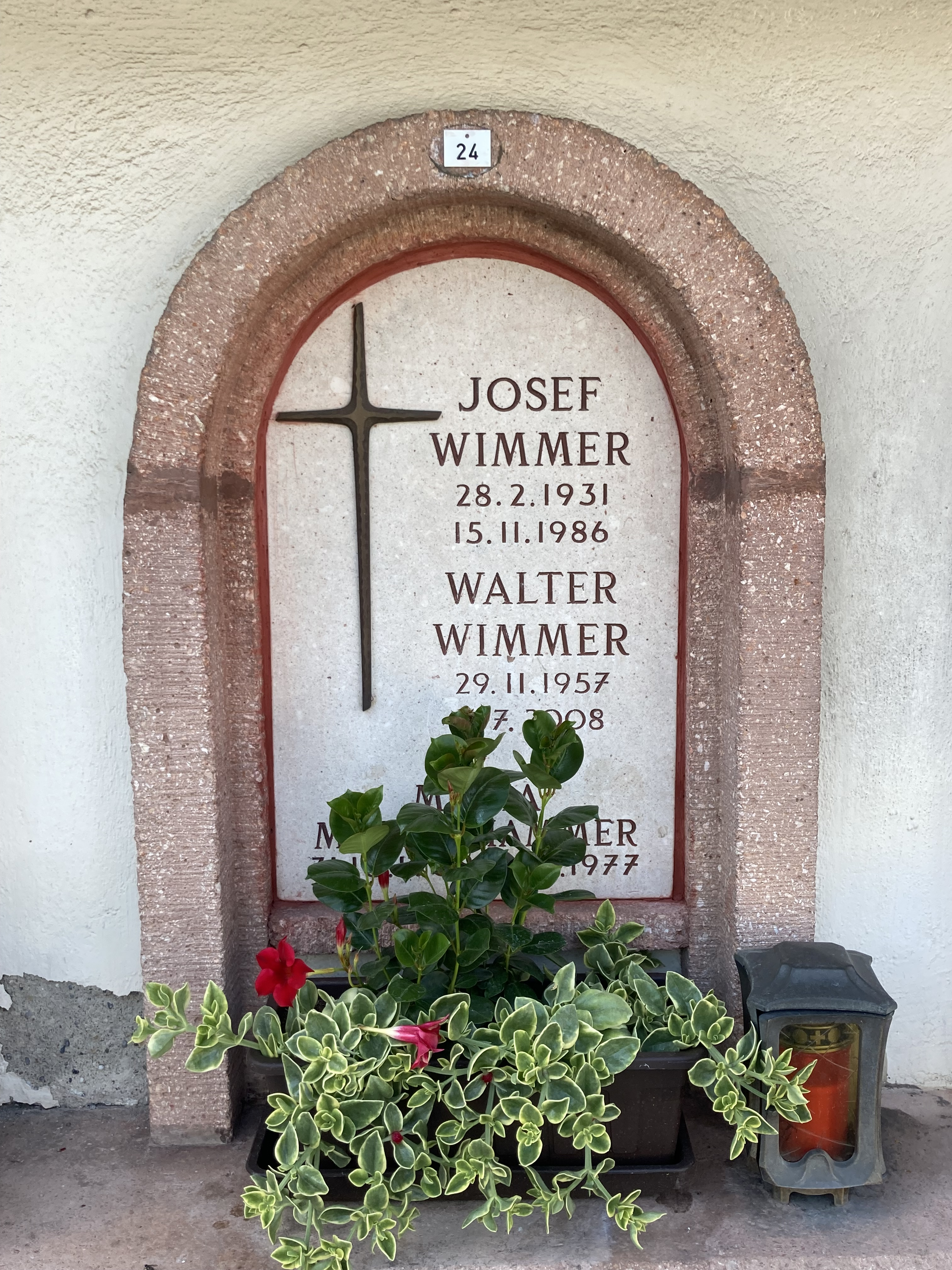
Urnengrab von Josef Wimmer am Neuen Friedhof der Stadt Wörgl (Nische 24).

1986 musste sich Wimmer im Universitätskrankenhaus Innsbruck erneut einer Herztransplantation unterziehen. Die Erkrankung seines eigenen Herzens war trotz Behandlung in der Zwischenzeit weiter fortgeschritten, so dass es nun, knapp drei Jahre nach der erfolgreichen ersten Operation, durch ein Spenderorgan ausgetauscht werden musste. Dabei kam es im postoperativen Verlauf zu einer Infektion. Wimmer erlitt einen Schlaganfall, an dem er am 15. November 1986 im Alter von 55 Jahren starb. Nach seiner Feuerbestattung wurde die Urne in Wimmers Heimatstadt Wörgl überführt und im Familiengrab auf dem „Neuen Friedhof“ (Urnenwand, Nische U24) beigesetzt. Nur wenige Monate später wurden die Herztransplantationen im Universitätskrankenhaus Innsbruck wegen eingeschränkter Kapazitäten im Bereich der Intensivstationen eingestellt. Erst im Spätherbst 1993 konnte die Transplantationsabteilung ihre Tätigkeit nach Umbauten wieder aufnehmen.